# NK Korte
Nogometni klub Korte (tiếng Việt: Câu lạc bộ bóng đá Korte), thường hay gọi NK Korte hoặc đơn giản Korte, là một câu lạc bộ bóng đá Slovenia đến từ Korte. Đội bóng thi đấu ở Littoral League. Câu lạc bộ được thành lập năm 1976.

## Danh hiệu
- Giải bóng đá hạng ba quốc gia Slovenia: 3

1998-99, 2002-03, 2003-04
- Giải bóng đá hạng tư quốc gia Slovenia: 2

1997-98, 2016-17